# Сирија на Светском првенству у атлетици на отвореном 2011.
Сирија је учествовала на 13. Светском првенству у атлетици на отвореном 2011. одржаном у Тегу од 27-1. септембра. Репрезентацију Сирије представљао је један атлетичар који се такмичио у скоку увис. , 
На овом првенству Сирија није освојила ниједну медаљу, нити је постигнут неки рекорд.

## Учесници
Мушкарци:
- Маџид Алдин Газал — Скок увис

## Резултати

### Мушкарци
| Атлетичар         | Дисциплина | Лични рекорд | Група    | Група      | Полуфинале | Полуфинале | Финале               | Финале       | Детаљи |
| Атлетичар         | Дисциплина | Лични рекорд | Резултат | Место      | Резултат   | Место      | Резултат             | Место        | Детаљи |
| ----------------- | ---------- | ------------ | -------- | ---------- | ---------- | ---------- | -------------------- | ------------ | ------ |
| Маџид Алдин Газал | скок увис  | 2,28 НР      | 2,21     | 14 у гр. А |            |            | Није се квалификовао | 23 / 31 (33) |        |

Легенда: НР = национални рекорд, ЛР= лични рекорд, РС = Рекорд сезоне (најбољи резултат у сезони до почетка првества), КВ = квалификован (испунио норму), кв = квалификован (према резултату)